# Liste der Kulturdenkmale im Landkreis Bautzen

Karte des Landkreises Bautzen

In der Liste der Kulturdenkmale im Landkreis Bautzen sind die Kulturdenkmale im Landkreis Bautzen aufgelistet. Grundlage der Einzellisten sind die in den jeweiligen Listen angegebenen Quellen. Die Anmerkungen sind zu beachten.
Diese Liste ist eine Teilliste der Liste der Kulturdenkmale in Sachsen.

## Aufteilung
Wegen der großen Anzahl von Kulturdenkmalen im Landkreis Bautzen ist diese Liste in Teillisten nach den Städten und Gemeinden aufgeteilt.
| - Auritz - Bloaschütz - Bolbritz - Burk - Döberkitz - Gesundbrunnen - Großwelka - Innenstadt, A–K - Innenstadt, L–Z - Kleinseidau - Kleinwelka - Löschau - Lubachau | - Nadelwitz - Niederkaina - Nordostring - Oberkaina - Oberuhna - Ostvorstadt - Salzenforst - Schmochtitz - Stiebitz - Südvorstadt - Teichnitz - Temritz - Westvorstadt |

| - Belmsdorf - Bischofswerda - Geißmannsdorf - Goldbach | - Groß- und Kleindrebnitz - Schönbrunn - Weickersdorf |

| - Auschkowitz - Bocka - Burkau - Großhänchen - Jiedlitz | - Kleinhänchen - Neuhof - Pannewitz - Taschendorf - Uhyst am Taucher |

| - Cannewitz - Demitz-Thumitz - Karlsdorf - Medewitz - Pohla | - Pottschapplitz - Rothnaußlitz - Stacha - Wölkau |

| - Arnsdorf - Brösang - Cossern - Doberschau - Drauschkowitz - Dretschen - Gaußig - Gnaschwitz - Golenz - Grubschütz | - Günthersdorf - Katschwitz - Neu-Diehmen - Neu-Drauschkowitz - Preuschwitz - Schlungwitz - Techritz - Weißnaußlitz - Zockau |

| - Bluno - Geierswalde - Klein Partwitz - Nardt | - Neuwiese-Bergen - Sabrodt - Seidewinkel - Tätzschwitz |

| - Dobrig - Elstra - Gödlau - Kindisch - Kriepitz - Ossel | - Prietitz - Rauschwitz - Rehnsdorf - Welka - Wohla |

| - Birkau - Coblenz - Dahren - Dobranitz - Döbschke - Dreikretscham - Dreistern - Göda - Jannowitz - Kleinförstchen - Kleinpraga - Kleinseitschen - Leutwitz - Muschelwitz | - Nedaschütz - Oberförstchen - Paßditz - Pietzschwitz - Prischwitz - Seitschen - Semmichau - Siebitz - Sollschwitz - Spittwitz - Storcha - Zischkowitz - Zscharnitz |

| - Brehmen - Commerau - Crosta - Dahlowitz - Göbeln - Großdubrau - Jeschütz - Jetscheba - Kauppa | - Klix - Kronförstchen - Quatitz - Salga - Särchen - Sdier - Spreewiese - Zschillichau |

| - Berge - Binnewitz - Cosul - Denkwitz - Ebendörfel | - Eulowitz - Großpostwitz - Klein-Kunitz - Rascha |

| - Breitendorf - Hochkirch - Jauernick - Kohlwesa - Kuppritz - Lehn - Meschwitz - Neukuppritz | - Plotzen - Pommritz - Rodewitz - Sornßig - Steindörfel - Wawitz - Wuischke - Zschorna |

| - Bernbruch - Biehla - Brauna - Cunnersdorf - Deutschbaselitz - Gelenau - Hausdorf - Hennersdorf - Jesau - Kamenz | - Liebenau - Lückersdorf - Petershain - Rohrbach - Schiedel - Schönbach - Schwosdorf - Wiesa - Zschornau |

| - Baschütz - Blösa - Canitz-Christina - Daranitz - Döhlen - Großkunitz - Jenkwitz - Kreckwitz - Kubschütz - Kumschütz - Litten | - Neupurschwitz - Pielitz - Purschwitz - Rabitz - Rachlau - Rieschen - Scheckwitz - Soculahora - Soritz - Waditz - Weißig |

| - Driewitz - Friedersdorf - Groß Särchen - Hermsdorf/Spree - Koblenz - Lippen - Litschen | - Lohsa - Mortka - Riegel - Steinitz - Tiegling - Weißig - Weißkollm |

| - Baruth - Briesing - Brießnitz - Brösa - Buchwalde - Cannewitz - Doberschütz - Guttau - Halbendorf/Spree | - Kleinbautzen - Kleinsaubernitz - Lieske - Malschwitz - Niedergurig - Pließkowitz - Preititz - Rackel - Wartha |

| - Caßlau - Doberschütz - Holscha - Holschdubrau - Krinitz - Lissahora - Loga - Luga | - Neschwitz - Neudorf - Pannewitz - Saritsch - Uebigau - Weidlitz - Zescha |

| - Großdöbschütz - Kleindöbschütz - Lehn - Mönchswalde | - Obergurig - Schwarznaußlitz - Singwitz |

| - Lieske - Milstrich - Oßling - Scheckthal | - Skaska - Trado - Weißig |

| - Alte Ziegelscheune - Cannewitz - Glaubnitz - Jauer - Kaschwitz - Lehndorf - Neustädtel | - Ostro - Panschwitz-Kuckau - Säuritz - Schweinerden - Siebitz - Tschaschwitz |

| - Guhra - Jeßnitz - Lauske - Neu-Lauske | - Neu-Puschwitz - Puschwitz - Wetro |

| - Bornitz - Brohna - Camina - Cölln - Lippitsch - Luppa - Luppedubrau - Luttowitz | - Merka - Milkel - Milkwitz - Quoos - Radibor - Schwarzadler - Strohschütz - Teicha |

| - Cunnewitz - Gränze - Laske - Naußlitz - Neuschmerlitz | - Ralbitz - Rosenthal - Schmerlitz - Schönau - Zerna |

| - Bederwitz - Callenberg - Carlsberg - Crostau - Halbendorf/Gebirge | - Kirschau - Kleinpostwitz - Rodewitz/Spree - Schirgiswalde - Wurbis |

| - Burg - Burghammer - Burgneudorf - Neustadt | - Spreetal - Spreewitz - Zerre |

| - Belgern - Cortnitz - Drehsa - Gröditz - Grube - Kotitz - Lauske - Maltitz | - Nechern - Nostitz - Särka - Spittel - Weicha - Weißenberg - Wuischke - Wurschen |

| - Brischko - Dubring - Hoske - Keula - Kotten - Maukendorf | - Neudorf-Klösterlich - Rachlau - Saalau - Sollschwitz - Spohla - Wittichenau |